# Xystrocera villiersi
Xystrocera villiersi là một loài bọ cánh cứng trong họ Cerambycidae.